# Andrej Hiro
Andrej Uladsimirawitsch Hiro (belarussisch Андрэй Уладзіміравіч Гіро, * 20. Oktober 1967 in Minsk; † 17. November 2015 ebenda) war ein belarussischer Diplomat.

## Leben
Hiro schloss 1991 ein Studium von Deutsch und Englisch an der Minsker Staatlichen Pädagogischen Hochschule für Fremdsprachen ab. In der Zeit von 1991 bis 1993 arbeitete er als Referent in der Belarussischen Gesellschaft für Freundschaft und kulturelle Verbindung mit dem Ausland.
1993 wurde er zunächst dritter, dann zweiter Sekretär im belarussischen Außenministerium. Später war er von 1996 bis 1999 als zweiter sowie später erster Sekretär und Geschäftsträger an der belarussischen Botschaft in der Schweiz in Bern tätig. Zurück in Belarus arbeitete er als Konsultant im Außenministerium. Von 2001 bis 2005 war er Botschaftsrat an der Botschaft in Österreich in Wien. 2003 absolvierte Hiro ein Studium von Außenpolitik und Diplomatie am Institut für Öffentlichen Dienst an der Verwaltungsakademie beim Präsidenten von Belarus.
Er leitete das Referat für Westeuropa und von 2007 bis 2008 die Konsularabteilung im belarussischen Außenministerium. Am 26. Juni 2009 übernahm er das Amt als Botschafter an der Belarussischen Botschaft in Berlin in Deutschland.
Andrej Hiro verstarb überraschend im Alter von 48 Jahren.

## Persönliches
Neben Belarussisch sprach er auch Deutsch, Englisch und Russisch.